# Kozinec

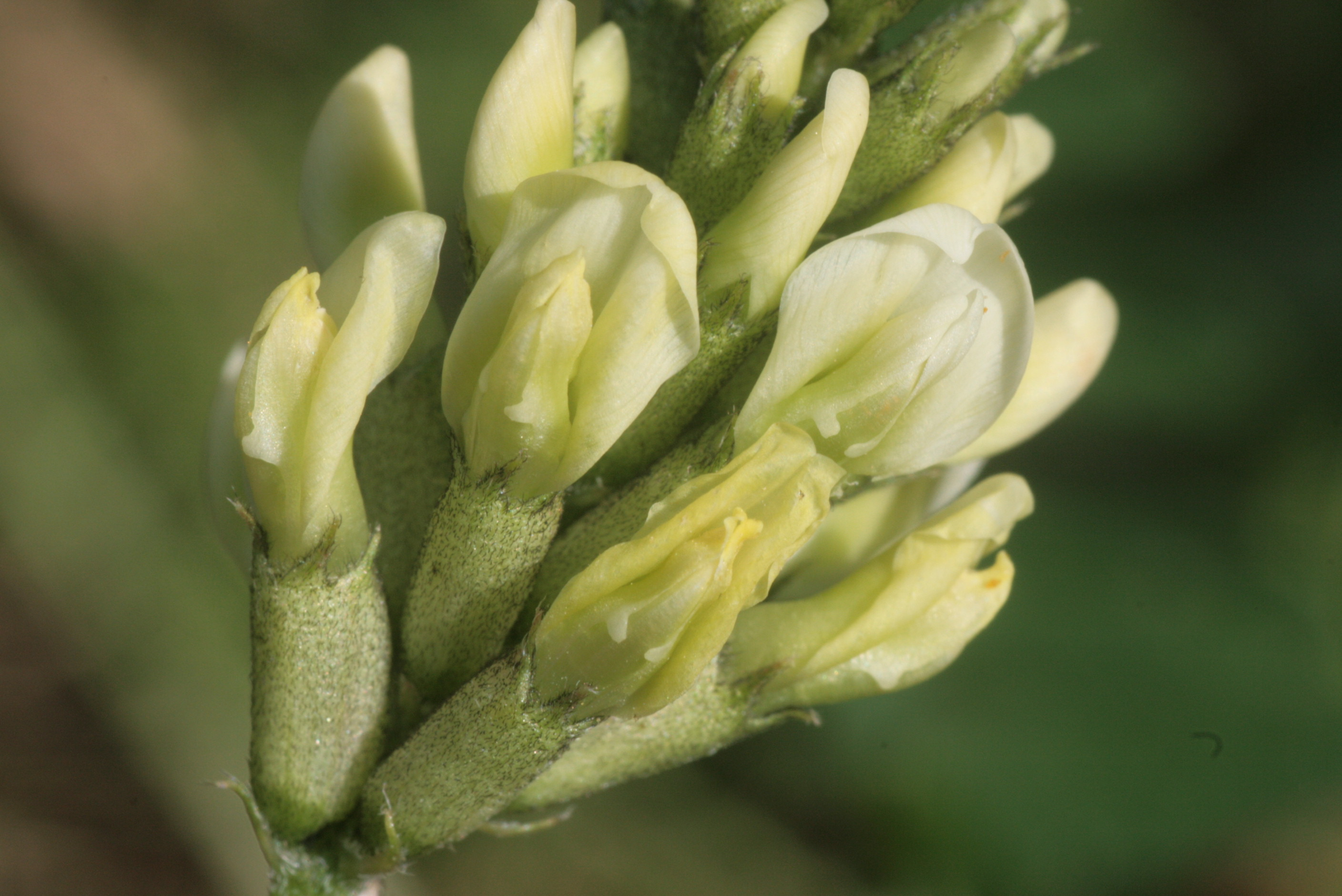
Detail květenství kozince cizrnového (Astragalus cicer)

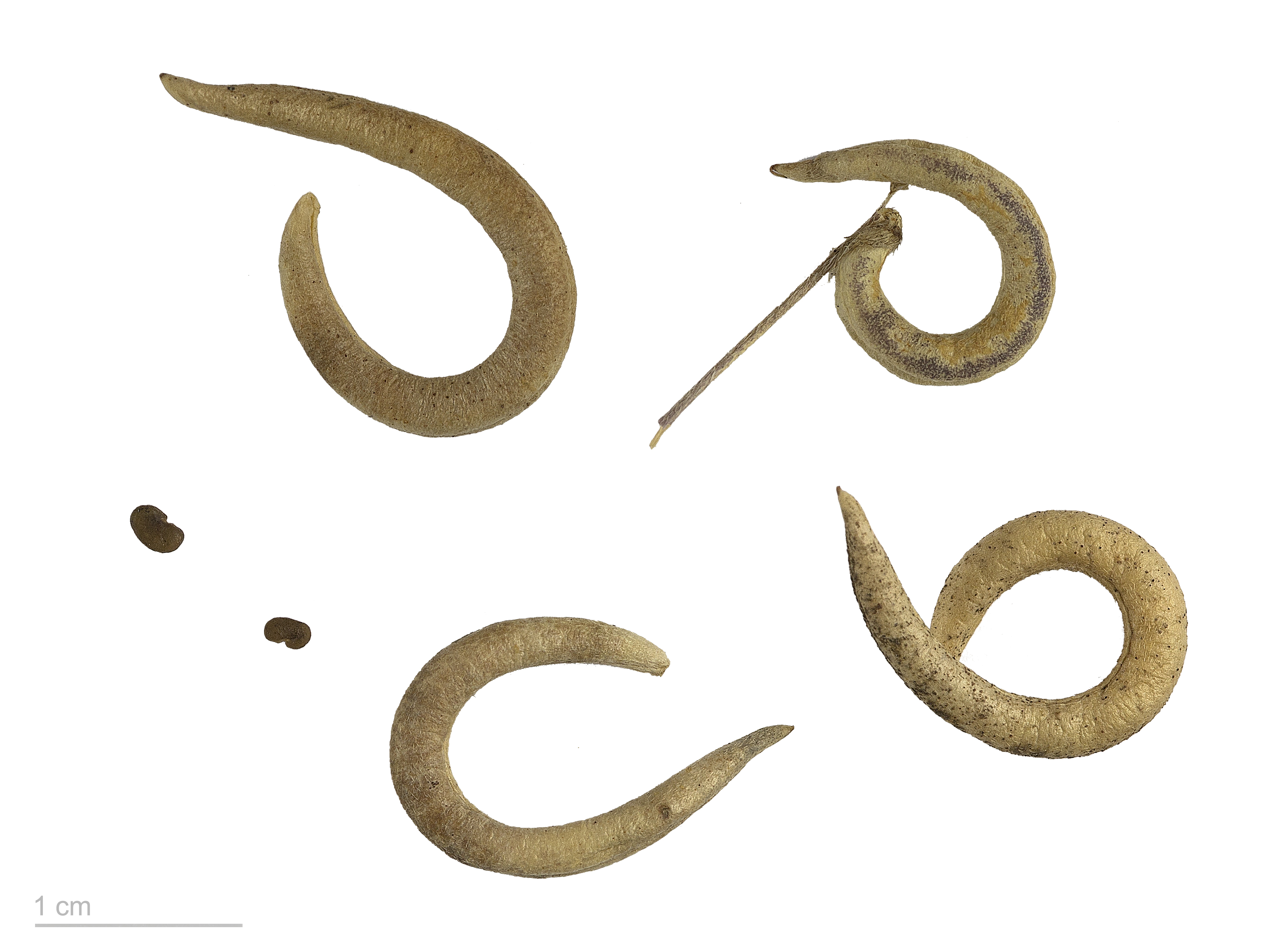
Lusky Astragalus hamosus

Kozinec (Astragalus) je velmi rozsáhlý rod rostlin z čeledi bobovité, zahrnující asi 3000 druhů. Jsou to byliny se zpeřenými listy a různě zbarvenými motýlovitými květy v hroznech. V Česku se vyskytuje celkem 7 druhů, nejběžnější je kozinec sladkolistý.

## Popis
Kozince jsou jednoleté nebo vytrvalé byliny, polokeře a keře. Odění rostlin se skládá z jednoduchých nebo vidličnatých chlupů. Na okrajích palistů a listenů bývají často drobné žlázky. Listy jsou lichozpeřené nebo sudozpeřené, výjimečně s lístky přeslenitými. Řapíky listů nezřídka u keřovitých druhů vytrvávají a mění se v trny. Palisty mohou být zelené nebo suchomázdřité, přirostlé k řapíku nebo volné, nezřídka jsou také srostlé a tvoří pochvu kolem stonku. Květenství jsou úžlabní přisedlé až dlouze stopkaté hrozny s několika až mnoha květy. Květy jsou stopkaté nebo téměř přisedlé, nejčastěji žluté, bílé, modré nebo fialové, případně dvoubarevné. Kalich je zvonkovitý až trubkovitý, zakončený 5 podobnými nebo nestejnými zuby, za plodu u některých druhů nafouklý. Pavéza bývá úzká a na vrcholu vykrojená nebo řidčeji zaoblená, na bázi většinou nehetnatá. Člunek je na vrcholu nezúžený, tupý, kratší než křídla. Tyčinky jsou ve většině případů dvoubratré (9+1), s nestejně dlouhými nitkami. Semeník je přisedlý nebo stopkatý, s mnoha vajíčky a rovnou nebo zahnutou čnělkou. Lusky jsou velmi různorodé, tenké nebo kožovité, výjimečně tvrdé a připomínající oříšek, někdy nafouklé. Mohou být pukavé, nepukavé nebo pukající jen částečně. Většinou jsou na spodní straně kýlnaté a na svrchní se žlábkem. Obsahují několik až mnoho ledvinovitých semen.

## Rozšíření
Rod kozinec je největším rodem kvetoucích rostlin, celkově zahrnuje asi 3000 druhů. Je rozšířen téměř po celé severní polokouli. Asi 500 druhů se vyskytuje v Severní Americe, zbytek připadá na Evropu, Asii a Afriku. Centrum druhové diverzity je v jihozápadní Asii. Severoamerické druhy jsou převážně vytrvalé byliny až polokeře, druhy Starého světa jsou často keřovité. Kozince obecně jsou světlomilné rostliny a rostou zejména na stepích, prériích a v polopouštních oblastech na lehkých propustných půdách a často jsou velmi odolné vůči suchu. Druhy ze západní a střední Asie jsou nezřídka ostnité nebo mají listy redukovány na fylódia či jinak modifikované jako přizpůsobení aridnímu klimatu.
V Česku se vyskytuje celkem 7 druhů kozinců. Nejhojnější je kozinec sladkolistý (Astragalus glycyphyllos), rozšířený v nížinách a podhůří téměř po celém území Česka. Podobný výskyt má i o něco vzácnější kozinec cizrnovitý (A. cicer). Zbylých 5 jsou teplomilné druhy, omezené svým výskytem na nejteplejší oblasti Čech a Moravy: kozinec bezlodyžný (A. exscapus), kozinec dánský (A. danicus), kozinec rakouský (A. austriacus), a kozinec vičencovitý (A. onobrychis) a pouze v Čechách kozinec písečný (A. arenarius). V minulosti se zde vyskytoval i kozinec drsný (A. asper), dnes však náleží mezi vyhynulé rostliny Česka. Na Slovensku se nadto vyskytuje kozinec měchýřnatý (Astragalus vesicarius), kozinec drsnokvětý (Astragalus dasyanthus), kozinec norský (Astragalus norvegicus), kozinec alpský (Astragalus alpinus), kozinec chladnomilný (Astragalus frigidus) a kozinec poniklý (Astragalus penduliflorus).
Z celé Evropy je udáváno asi 140 druhů kozinců. Nejvíce se jich vyskytuje ve Středomoří a v Rusku, resp. v bývalém SSSR.
Na území Alp roste celkem 22 druhů kozinců, alpínského a subalpínského stupně dosahují druhy Astragalus frigidus, A. penduliflorus, A. alpinus, A. depressus, A. norvegicus, A. australis, A. exscapus, A. alopecurus, A. sempervirens a A. leontinus.

## Ohrožené druhy
V Červeném seznamu ohrožených druhů IUCN je v kategorii kriticky ohrožených uvedeno celkem 6 druhů kozince. Z evropských druhů je to Astragalus cavanillesii a Astragalus tremolsianus ze Španělska, Astragalus maritimus a Astragalus verrucosus ze Sardinie. Zbývající 2 druhy rostou v USA, Astragalus schmolliae v Coloradu a Astragalus sinuatus ve státě Washington. Dalších 7 druhů je vedeno jako ohrožené. Druh Astragalus nitidiflorus ze španělské provincie Murcia je považován za vyhynulý.

## Obsahové látky
Většina druhů kozinců obsahuje cyklitoly, např. pinitol, některé v semenech také pyridinové alkaloidy (trigonellin aj.) a toxickou neproteinovou aminokyselinu kanavanin. Kozinec sladkolistý obsahuje triterpenoidní saponiny (glycyrrhizin).
Druh kozinec blanitý (Astragalus mongholicus) obsahuje isoflavonoidy (astraisoflavan, astrapterokarpan), saponiny (astragalosid) a kyselinu aminomáselnou. Kořeny kozince A. hamosus obsahují saponiny a steroidy.

## Druhy kozinců rozšířené v Česku
- kozinec bezlodyžný (Astragalus exscapus)
- kozinec cizrnovitý (Astragalus cicer)
- kozinec dánský (Astragalus danicus)
- kozinec písečný (Astragalus arenarius)
- kozinec rakouský (Astragalus austriacus)
- kozinec sladkolistý (Astragalus glycyphyllos)
- kozinec vičencovitý (Astragalus onobrychis)

## Další zástupci
- kozinec alpský (Astragalus alpinus)
- kozinec baleárský (Astragalus balearicus)
- kozinec blanitý (Astragalus mongholicus)
- kozinec drsnokvětý (Astragalus dasyanthus)
- kozinec drsný (Astragalus asper)
- kozinec chladnomilný (Astragalus frigidus)
- kozinec kyperský (Astragalus cyprius)
- kozinec lusitánský (Astragalus lusitanicus)
- kozinec měchýřnatý (Astragalus vesicarius)
- kozinec montpelierský (Astragalus monspessulanus)
- kozinec nesladký (Astragalus glycyphylloides)
- kozinec norský (Astragalus norvegicus)
- kozinec pehuánský (Astragalus pehuenches)
- kozinec poniklý (Astragalus penduliflorus)
- kozinec pravý (Astragalus verus)
- kozinec psárkovitý (Astragalus alopecuroides)
- kozinec slizodárný (Astragalus gummifer)
- kozinec středoalpský (Astragalus centralpinus)
- kozinec tyrolský (Astragalus leontinus)
- kozinec velkoplodý (Astragalus macrocarpus)
- kozinec vždyživý (Astragalus sempervirens)
- kozinec zkroucený (Astragalus contortuplicatus)
- kozinec žlábkatý (Astragalus sulcatus)

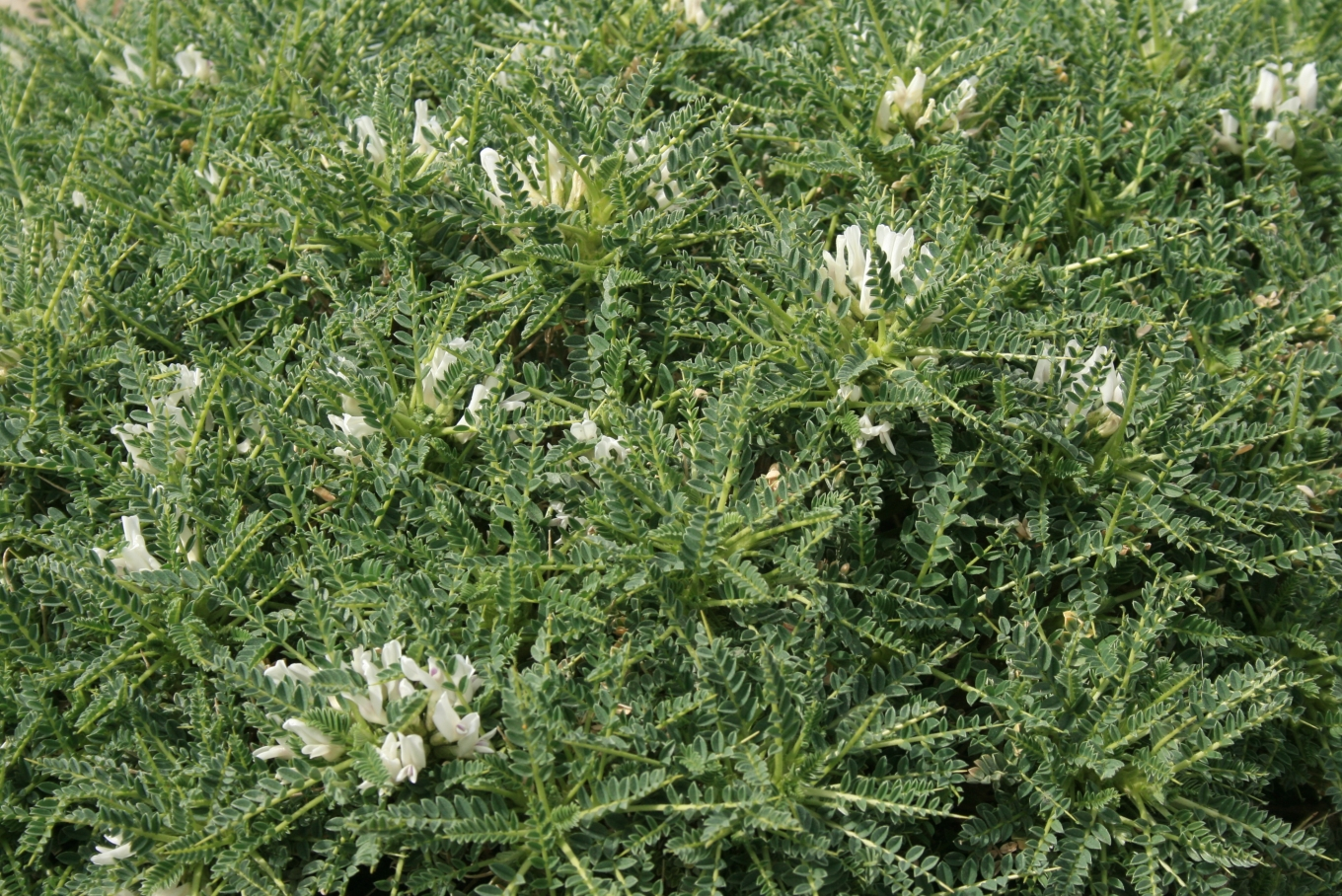
Kozinec Astragalus massiliensis

## Význam
Z některých druhů kozince se získávají rostlinné slizy. Hlavním zdrojem je kozinec slizodárný (A. gummifer), pocházející z hor jihozápadní Asie. Podobně slouží i druhy A. adscendens, A. creticus, A. massiliensis a A. verus. Z naříznutých větévek a kořenů těchto rostlin vytéká klovatina bez chuti a vůně, která po několika dnech tuhne v hmotu známou jako tragant. Má využití zejména v medicíně.
Některé druhy zejména asijských kozinců mají využití v medicíně.
V indické medicíně jsou používány zejména druhy A. candolleanus, A. hamosus, A. sarcocola a A. strobiliferus. V tradiční čínské medicíně jsou používány kořeny A. mongholicus.
V Koreji je jako léčivka často pěstován kozinec blanitý (A. mongholicus).
Některé druhy kozinců, např. kozinec blanitý, byly testovány farmaceutickými společnostmi na přítomnost aktivátoru enzymu telomerázy, který by měl snížením degradace DNA zpomalovat stárnutí.
Výtažky z kořene kozince blanitého obsahuje světlý ležák Galus 11 z lipovokamenického pivovaru.

## Pěstování
Polodřevnaté druhy kozinců vesměs vyžadují vápnitou štěrkovitou půdu na plném výsluní a jejich kultura je nesnadná. Nejlépe se jim daří v hlubokých skalních trhlinách. Množí se výsevem nebo dělením trsů, případně hřížením.